# Bayono jezik
Bayono jezik (ISO 639-3: byl), jedan od dva jezika porodice bayono-awbono, kojim govori oko 100 ljudi (1999 SIL) na rijeci Steenboom u indonezijskom dijelu otoka Nova Gvineja. 
Govore ga pripadnici istoimenog plemena Bayono, južno od teritorija awbono [awh].

## Vanjske poveznice
- Ethnologue (14th)
- Ethnologue (15th)